# Chancia
Chancia é uma comuna francesa na região administrativa de Borgonha-Franco-Condado, no departamento de Jura. Estende-se por uma área de 2,41 km². Em 2010 a comuna tinha 234 habitantes (densidade: 97,1 hab./km²).